# Colotis danae

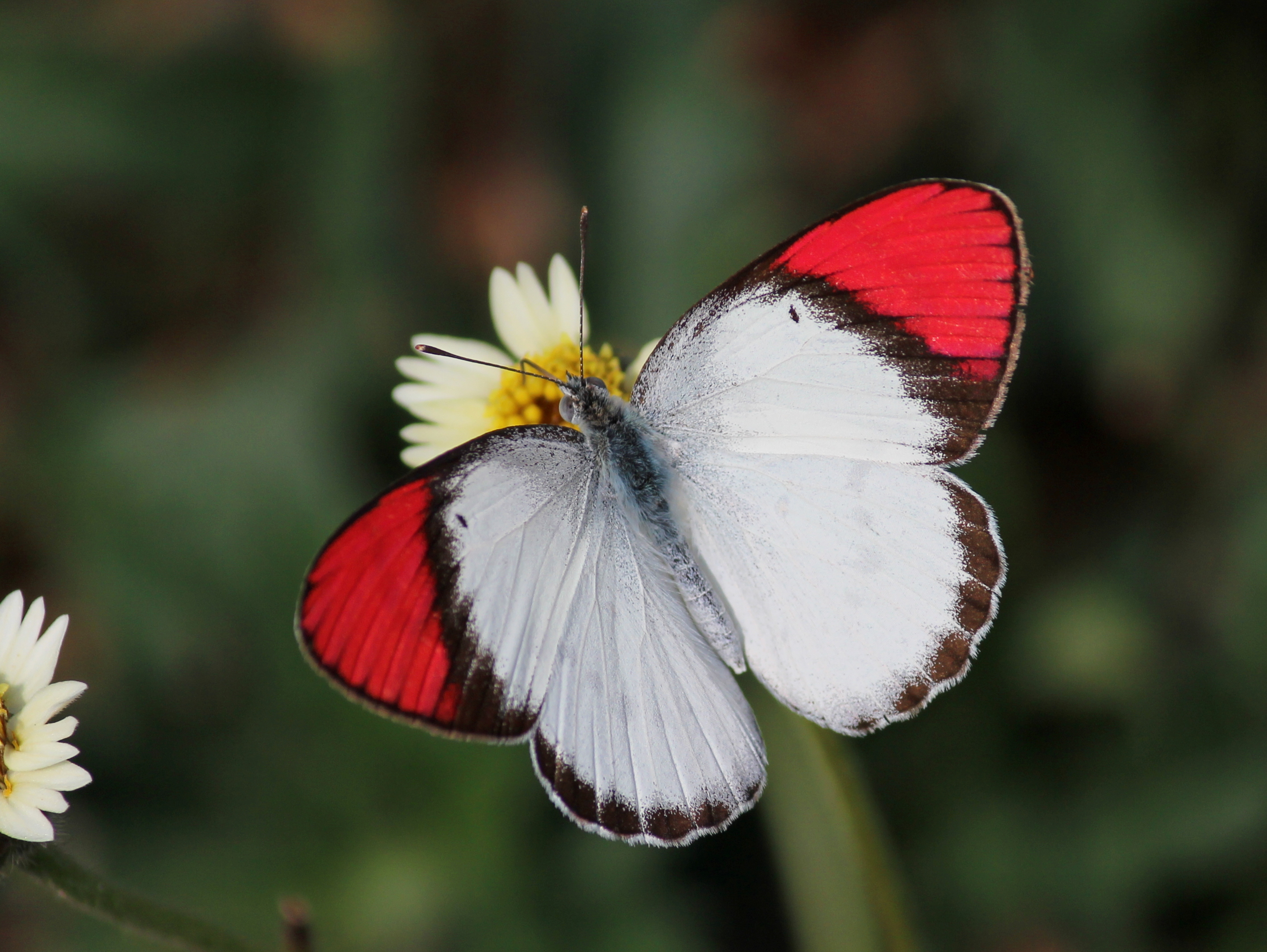
Männchen

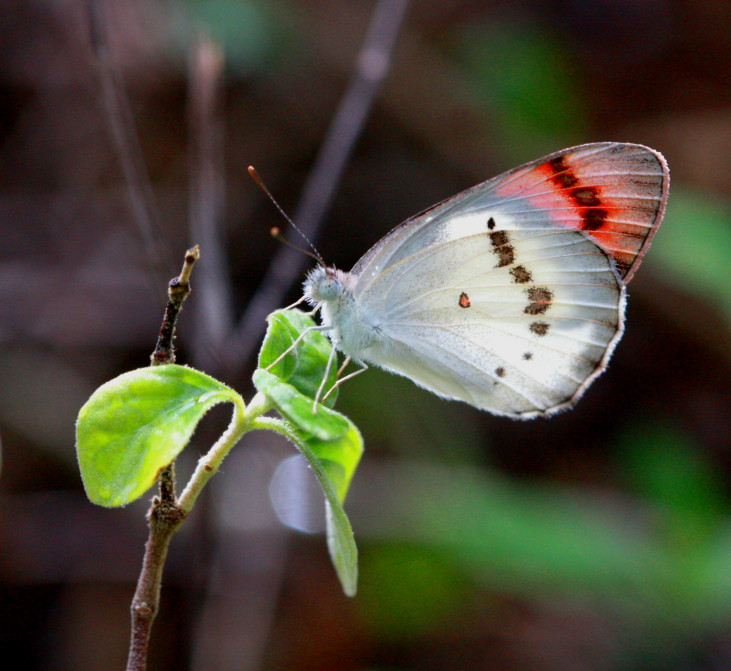
Flügelunterseite

Colotis danae ist ein in Afrika und Asien vorkommender Schmetterling (Tagfalter) aus der Familie der Weißlinge (Pieridae).

## Merkmale

### Falter
Die Falter erreichen eine Flügelspannweite von 35 bis 55 Millimetern. Zwischen den Geschlechtern besteht ein leichter Sexualdimorphismus. Beide Geschlechter haben weiße Flügel. Bei den Männchen ist der Apexbereich auf der Vorderflügeloberseite großflächig kräftig rot gefärbt und schwarz eingefasst. Ein sehr kleiner Diskalfleck hebt sich meist undeutlich ab. Der Saumbereich auf der Hinterflügeloberseite hat eine schwarzbraune Farbe. Bei den Weibchen ist der Apexbereich orangerot gefärbt. Auf den Vorder- und Hinterflügeloberseiten heben sich einige dunkelgraue Flecke ab. Die Flügeloberseiten scheinen in stark abgeschwächter Form auf die Flügelunterseiten durch. Auf der Hinterflügelunterseite ist bei beiden Geschlechtern außerdem in der Mitte eine quer verlaufende dunkelbraune Punktreihe zu erkennen.

### Ei, Raupe, Puppe
Die kegelförmig geformten Eier sind rotbraun und mit vielen gezackten Querrippen überzogen. Junge Raupen sind grün gefärbt und zeigen eine sehr dünne, kurze Behaarung. Ausgewachsen bilden sich die Haare teilweise zurück. Sie zeigen dann an den Flanken zwei bis drei weißliche oder gelbliche Flecke sowie meist eine gelbe Rückenlinie. Die Puppe ist als Gürtelpuppe ausgebildet und hat eine graugrüne bis hellbraune Farbe. Die Flügelscheiden ragen deutlich hervor.

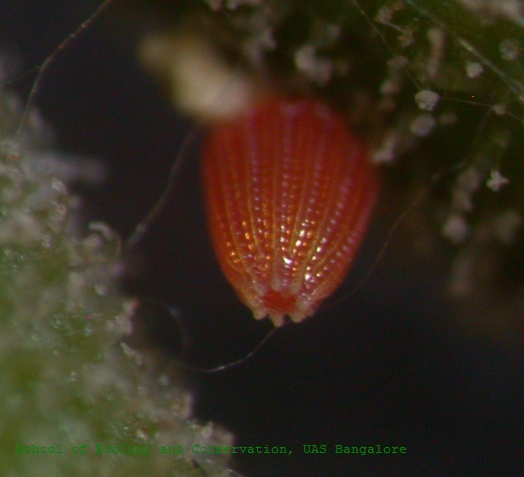
Ei
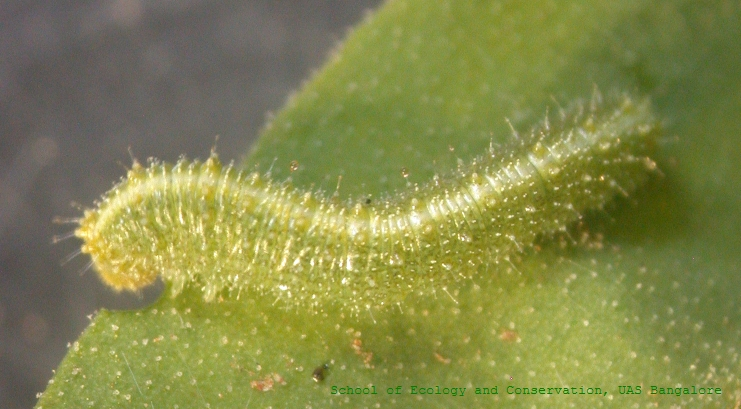
Junge Raupe

### Ähnliche Arten
Colotis aurora und Colotis etrida unterscheiden sich durch die orange gelbliche Färbung des Apexbereichs.

## Verbreitung, Unterarten und Lebensraum
Neben der in Indien und auf Sri Lanka vertretenen Nominatform Colotis danae danae erstreckt sich das Vorkommen der Art auch durch die Region am Persischen Golf und durch Afrika, wo sie durch folgende Unterarten vertreten ist:
- Colotis danae annae (Wallengren, 1857)
- Colotis danae dulcis (Butler, 1876)
- Colotis danae eupompe (Klug, 1829)
- Colotis danae pseudacaste (Butler, 1876)
- Colotis danae walkeri (Butler, 1884)

Die Art besiedelt in erster Linie Steppen und offene Graslandschaften und kommt auch in hügeligen Gebieten bis in Höhenlagen von 2000 Metern vor.

## Lebensweise
Die Falter fliegen in mehreren Generationen das ganze Jahr hindurch. Sie saugen zur Nahrungsaufnahme gerne an Blüten, beispielsweise an Cadaba-Arten. Die Raupen ernähren sich von den Blättern verschiedener Kaperngewächse (Capparaceae), bevorzugt von Kapernsträuchern (Capparis) sowie von Cadaba- oder Maerua-Arten. 